# Завод имени В. И. Ленина (Воронеж)
Воронежский машиностроительный завод имени В. И. Ленина — ныне не существующее предприятие, находившееся в Воронеже.

## История
История завода начинается 28 апреля 1869 года, когда российский бизнесмен Вильгельм Германович Столль, выходец из служилого дворянства основал на Большой Садовой улице (ныне улица Карла Маркса) мастерскую по производству сельскохозяйственной техники — борон, полевых катков и прочего оборудования. Поначалу все заводское оборудование состояло из токарного и сверлильного станков, а также станка для распиловки древесины. Рабочих было пятеро, мастером был сам Столль. Первый кузнечный горн был сложен самим Столлем.
Через 7 лет, в 1876 году на заводе был построен первый в Воронеже цех по литью чугуна. В 1880 году в список производимой продукции добавляются плуги, соломорезки, а также оборудование для мельниц. В 1882 году за производимые заводом плуги заводу присуждается серебряная медаль Парижской выставки сельскохозяйственной техники. В 1896 году завод входит в состав Товарищества механического завода «В. Г. Столль и К». Осваивается производство маслобойных машин и оборудования для маслобойных заводов.
- 1903 год — на заводе открывается социал-демократический кружок. В него входят рабочие завода — Ф. Горин, И. Сазонов, И. Зарубин и другие. В следующем, 1904 году создается заводской комитет большевиков, призывающий к участию в собраниях против самодержавия. В 1905 году завод был реконструирован, построены новые цеха, завод перепрофилировали под производство оборудования для хлебозаводов. В 1905 году рабочие завода принимают участие в митингах протеста против произвола царского правительства в Петербурге, а также во всеобщей городской стачке, которую устроили большевики. Об этом свидетельствует мемориальная доска на бывшем административном корпусе, установленная в 1955 году. В дни политической стачки организовываются рабочие дружины.[2]

- 1906 год — В конце мая на заводе вспыхнула забастовка, а в июне основан профсоюз рабочих механических цехов.

- 1915 год — проводится реконструкция корпусов завода.

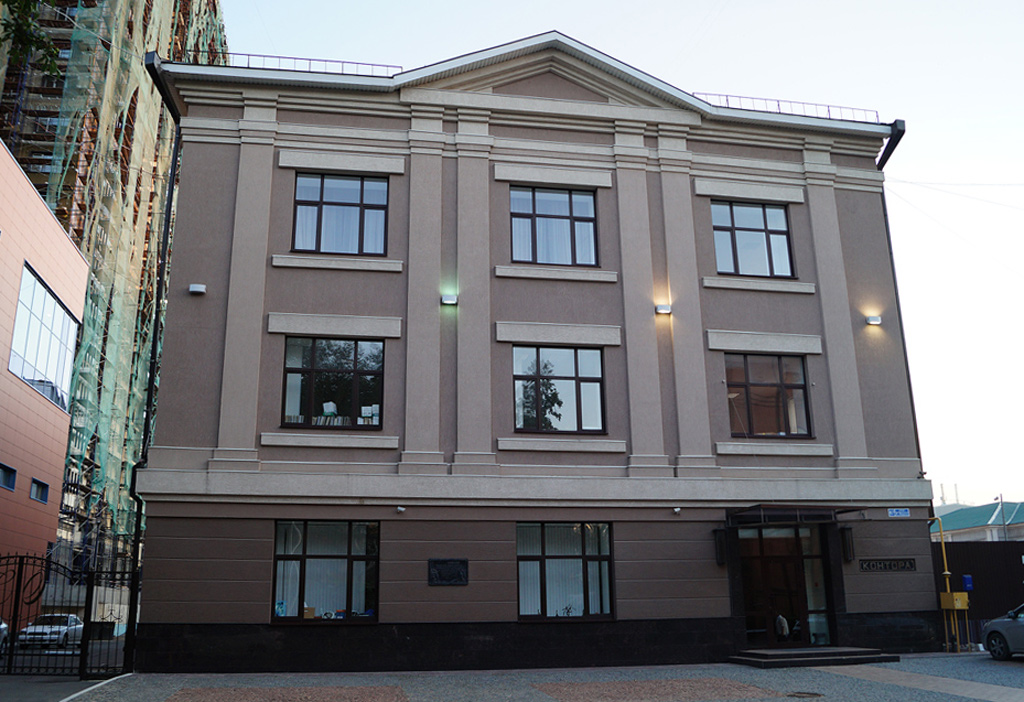
Бывший административный корпус завода, являющийся памятником архитектуры.

- 1917 год — апрель: основана большевистская ячейка. Первый секретарь парторганизации — Ф. И. Попов. Сентябрь: из 200 рабочих завода собрана рабочая боевая дружина. Октябрь-ноябрь: дружина принимает участие наряду с другими рабочими дружинами Воронежа в становлении советской власти в городе

- В 1918 году коллективом завода принимается решение о национализации предприятия. Одновременно происходит переименование завода. Новое название — "Первый национальный механический завод".

- В 1919 году рабочие завода участвуют в обороне города от белогвардейских войск, находящихся под командованием генерала Деникина и банд Шкуро.

- 1921 год — На заводе освоено производство оборудования для нефтедобычи. По заказу НКПС производятся также запасные части для железнодорожных товарных вагонов,

- В 1922 году заводу присваивается имя В. И. Ленина

- 1929 год — Завод переходит на производство оборудования для хлебозаводов. Ранее в Воронеже аналогичное оборудование закупалось за границей. Выпуск сельскохозяйственного оборудования переносится на завод «Триер», впоследствии «Воронежсельмаш», ныне данная территория также застроена.

- 1935 год — Начало производства техники для пищевой промышленности — транспортеры, жмыходробилки, аппараты для закатки белого хлеба. В 1939 году налаживается выпуск пресс-форм для масла, гомогенизаторов, вальцовых станков марок ЗВГ и ЗВН, редукторов АКС, макаронных прессов.

- 1941 год — Завод приступает к выполнению военных заказов под названием Завод № 727, в частности производятся детали к реактивным установкам БМ-13 («Катюша»), однако в декабре был эвакуирован за Урал, в Кунгур (по другим данным - в Пензу).[3]
- После Великой Отечественной войны и освобождения Воронежа, в 1943 году завод возвращается в Воронеж на прежнее место. Начинается восстановление цехов. В период временной оккупации Воронежа завод был разрушен.
- Восстановление завода начато в 1944г. одновременно с производственной деятельностью. В 10.1945г. под монтаж сдан первый корпус ремонтно-инструментальный, где временно размещены  механосборочный, инструментальный и ремонтно-механический цеха.

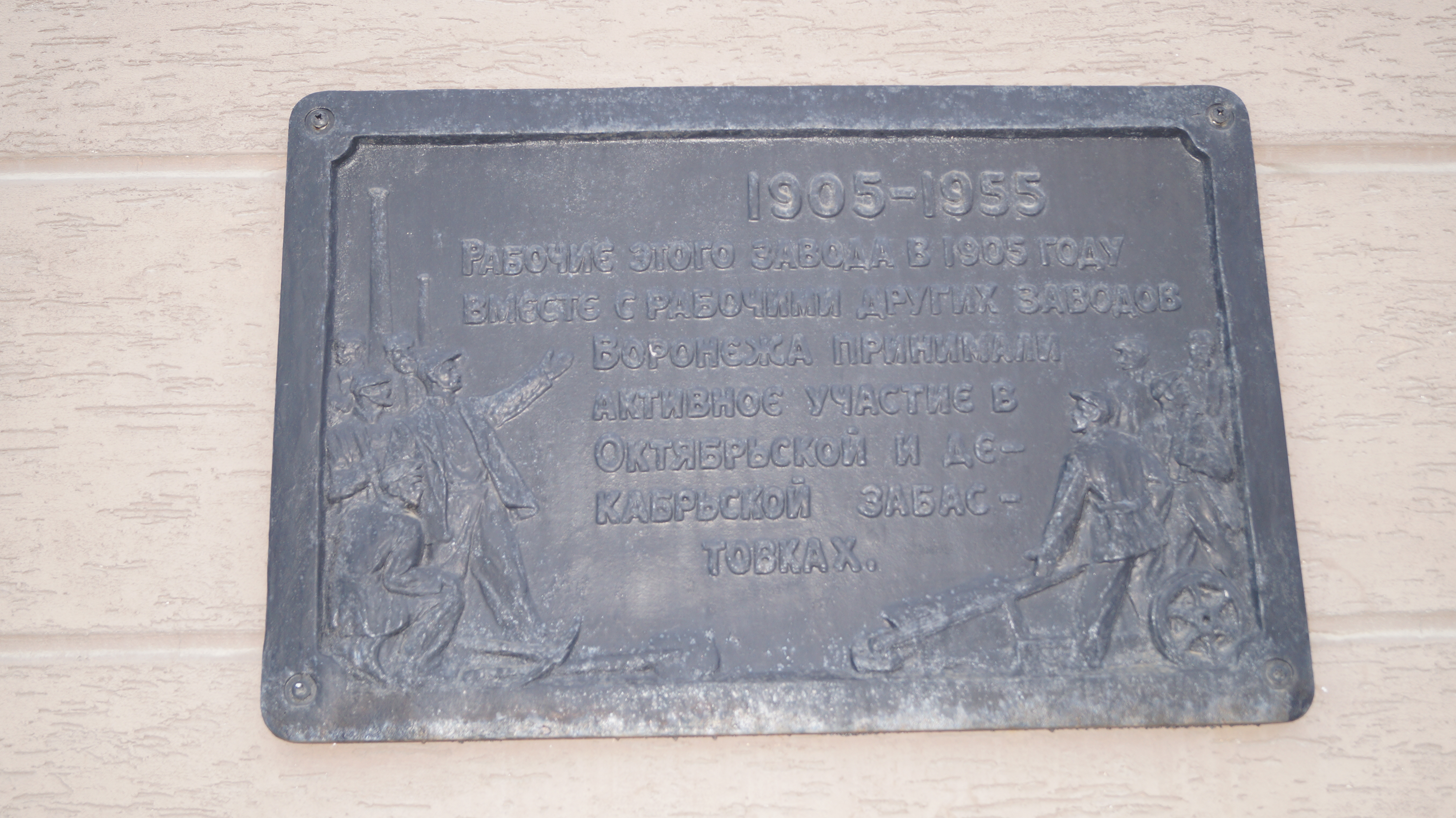
Мемориальная доска на бывшем заводоуправлении

- Мемориальная доска на бывшем заводоуправленииС 1947 года производятся вальцовые станки-автоматы.
- В 1948г. введен в строй основной корпус – механический. Завод имени Ленина параллельно с выполнением военных заказов возвращается к довоенному профилю и производит мельничные рассевы ЗРА.

- К 1950 году завод полностью восстановлен. В ассортименте продукции ВМЗЛ помимо производимой после войны, числятся также машины для зашивания мешков, хлеборезки и пельменные автоматы.

- В 1969 году к 100-летию со дня основания предприятие награждается Орденом Ленина за достигнутые успехи в производстве оборудования для пищевой промышленности.[4][5][6][7]

- С 1970-х годов развивается социальная сфера ВМЗЛ: строятся жилые дома и детские сады для семей работников завода.

- 1986 год — завод входит в состав Воронежского НПО Упаковочного машиностроения. Предприятие становится одним из ведущих заводов в СССР, производящим фасовочно-упаковочное оборудование.

- 1992 год - Предприятие преобразовано в АООТ "Упаковочные машины"
- После развала СССР деятельность завода входит в кризисную стадию, происходит сокращение количества заказов. Происходят задержки зарплаты работникам по нескольку месяцев, происходит постепенное увольнение персонала.

- 2001 год — Завод имени Ленина прекратил свою работу.

В дальнейшем территория завода, находящаяся в центре Воронежа была распродана по частям:
- Большая часть площади была выкуплена компанией «Два капитана».
- Заводоуправление перепрофилировано в институт ИММиФ, офисный центр, на внутреннем дворе возведена пристройка для развлекательного комплекса «Парнас».
- В 2006 году значительная часть корпусов была снесена.
- С 2011 года началась застройка бывшей территории завода жилым комплексом элитного класса «Солнечный олимп», завершившаяся в 2014.

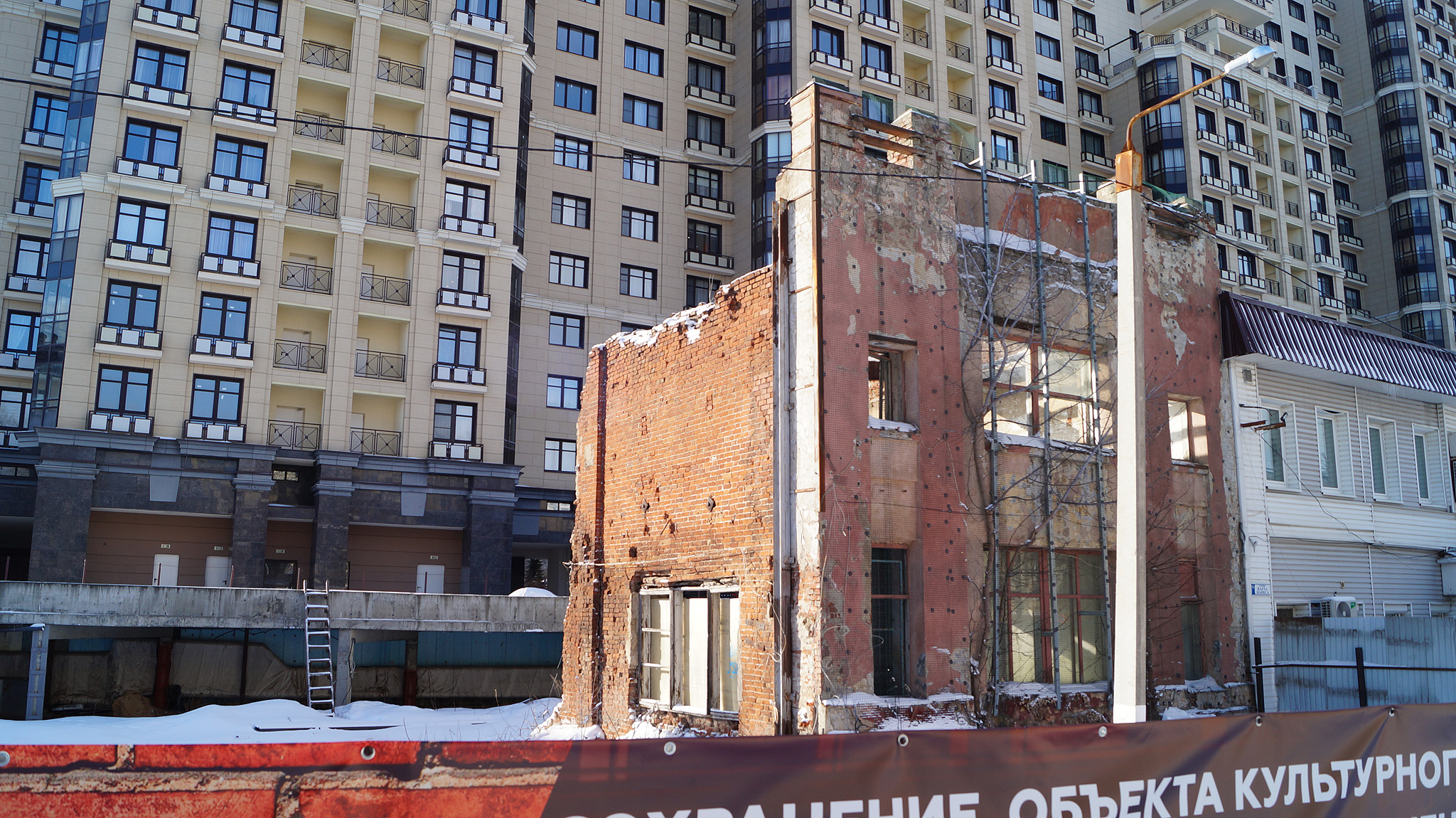
Сохранившаяся часть фасада здания завода

- Сохранившаяся часть фасада здания заводаВ оставшихся зданиях расположены торговые и офисные помещения, в одном из зданий расположен Воронежский филиал Российского государственного торгово-экономического университета. До настоящего времени из исторических зданий сохранились реконструированные здания заводоуправления 1915 года постройки - в  настоящее время в нем располагается Министерство промышленности и транспорта Воронежской области, Фонд развития промышленности Воронежской области, а также полностью реконструированном историческом здании бывшего заводского клуба, построенном в начале XX века занимает телекомпания «Губерния». На 2024 год на небольшом незастроенном участке, пустовавшем около 20 лет ведется строительство ресторана совместно с реконструкцией заброшенной части здания, являющейся объектом культурного наследия и сохранившейся после сноса оставшихся корпусов. [8]

Предприятие-преемник - ООО "ПакМаш Воронеж", производство расположено в другом районе города.

## Факты
В. Г. Столль первым в Воронеж привез новый вид транспорта — велосипед. Для тренировок на территории завода был открыт свой зал для всех желающих ездить на велосипеде.